# One Wish: The Holiday Album
One Wish: The Holiday Album è il sesto album della cantante statunitense Whitney Houston, pubblicato nel 2003.

## Tracce
1. The First Noël (Traditional) – 3:14
2. The Christmas Song (Mel Tormé, Robert Wells) – 3:12
3. The Little Drummer Boy (Katherine Davis, Henry Onorati, Harry Simeone) – 4:29
4. One Wish (for Christmas) (Gordon Chambers, Barry Eastmond, Freddie Jackson) – 4:12
5. Cantique de Noël|Cantique de Noël (O Holy Night) (Traditional) – 3:48
6. I'll Be Home for Christmas (Kim Gannon, Walter Kent, Buck Ram) – 3:45
7. Deck the Halls/Silent Night (Traditional) – 4:29
8. Have Yourself a Merry Little Christmas (Ralph Blane, Hugh Martin) – 4:49
9. O Come O Come Emanuel (Traditional) – 3:06
10. Who Would Imagine a King (Hallerin Hilton Hill, Mervyn Warren) (from The Preacher's Wife: Original Soundtrack Album) – 3:30
11. Joy to the World (Traditional) (from The Preacher's Wife: Original Soundtrack Album) – 4:41